# 皇冠大衆小説賞
皇冠大衆小説賞（こうかん-たいしゅう-しょうせつしょう）は台湾の公募文学賞。皇冠文化グループの主催により1996年より2年に1度選考される。作品の娯楽性と大衆性を重視する。賞金は100万元（約290万円）。中国語文学界における大規模で権威ある大衆文学賞の1つである。
選考に読者の意見を取り入れるところに特色がある。通常の3度の選考を経て選ばれた入選作5作品は、それぞれ雑誌『皇冠雑誌』に掲載された後、5作品とも単行本として刊行される。そして、雑誌、単行本、インターネットで読者による投票が行われる。ただし、正式な大賞作品は、入選作5作品の中から選考委員によって決定され、読者投票と結果が異なることもある。
第7回でいったん休止となり、新たに始まる島田荘司推理小説賞がその後を引き継いだ。第7回までで、応募された作品の総数は1108作に上った。

## 受賞作品リスト
- 第1回(1996)
  - 大賞：杜修蘭 - 『逆女』 ISBN 9573312808
  - 選考委員特別賞：張国立 - 『佔領龐克希爾號』 ISBN 9573312794
- 第2回(1998)
  - 大賞：張国立 - 『匈奴』 ISBN 9573315394
- 第3回(2000)
  - 大賞：文旦 - 『二四俱樂部』 ISBN 9573316862 、張草 - 『北京滅亡』 ISBN 9573316811
- 第4回(2002)
  - 大賞：既晴 - 『請把門鎖好』 ISBN 9573318431
- 第5回(2004)
  - 大賞：謬西 - 『魔蠍』 ISBN 9573320053
- 第6回(2006) - 応募総数207
  - 大賞：楊甯 - 『純律』 ISBN 9573322056
- 第7回(2008) - 応募総数225
  - 大賞：江暁莉 - 『灰色的孤單』 ISBN 9789573323785

## 選考委員
- 第4回：林良、小野、司馬中原、呉念真、李昂、南方朔、倪匡、張曼娟、侯文詠、詹宏志、瓊瑤
- 第5回：子敏と詹宏志が加わり、林良が退任。
- 第6回：再び林良が加わり、倪匡と子敏が退任。